# TuRa 1882 Ludwigshafen
TuRa 1882 Ludwigshafen was een Duitse voetbalclub uit Ludwigshafen am Rhein, Rijnland-Palts.

## Geschiedenis
TuRa was een product van een fusie. De voorgangers waren Ludwigshafener FG 03 die tot 1929 meestal in de hoogste klasse speelde, SC Germania Ludwigshafen die enkele seizoenen in de eerste klasse speelde en MTV 1882 Ludwigshafen die een opvolger was van TV Hemshof. De 3 clubs fusioneerden in mei 1938.
De fusieclub promoveerde in 1941 naar de Gauliga. Na WOII duurde het tot 1950 alvorens de club naar de Oberliga Südwest kon promoveren, de club eindigde meestal onder concurrent SV Phönix. TuRa degradeerde in 1956 maar kon na één seizoen terugkeren. Na de oprichting van de Bundesliga in 1963 werd TuRa in de Regionalliga ingedeeld, waar de club 12de werd, daarna fusioneerde de club met SV Phönix 03 Ludwigshafen om zo SV Südwest Ludwigshafen te vormen.